# Alonso de Ovalle
Alonso Ortiz de Ovalle (Santiago del Cile, 27 luglio 1603 – Lima, maggio 1651) è stato uno storico e gesuita cileno. È stato il primo storico cileno.

## Biografia
Nel 1619 entrò nella Compagnia di Gesù per poi diventare insegnante, direttore del Seminario di S. Francesco Saverio di Santiago e vice-procuratore dell'ordine per la provincia del Cile.
Nel 1646 scrisse la Histórica relación del reyno de Chile y de las missiones y ministerios que exercita en él la Compañía de Jesus, in cui descrive la conquista del Cile e la guerra di Arauco. Era il nipote del marinaio genovese Giovanni Battista Pastene.